# 24e cérémonie des Grammy Awards
 (avril 2025).
Si vous disposez d'ouvrages ou d'articles de référence ou si vous connaissez des sites web de qualité traitant du thème abordé ici, merci de compléter l'article en donnant les références utiles à sa vérifiabilité et en les liant à la section « Notes et références ».
La 24e cérémonie des Grammy Awards s'est déroulée le 24 février 1982 au Shrine Auditorium à Los Angeles (Californie).

## Palmarès

### Catégories générales
| Prix                      | Artiste                 | Titre            |
| ------------------------- | ----------------------- | ---------------- |
| Enregistrement de l'année | Kim Carnes              | Bette Davis Eyes |
| Album de l'année          | John Lennon et Yoko Ono | Double Fantasy   |
| Chanson de l'année        |                         | Bette Davis Eyes |
| Meilleur nouvel artiste   | Sheena Easton           | Sheena Easton    |

### Pop
| Prix                                              | Artiste                    | Titre                                                 |
| ------------------------------------------------- | -------------------------- | ----------------------------------------------------- |
| Best Pop Vocal Performance, Female                | Lena Horne                 | Lena Horne - The Lady And Her Music, Live On Broadway |
| Best Pop Vocal Performance, Male                  | Al Jarreau                 | Breakin' Away                                         |
| Best Pop Performance By A Duo Or Group With Vocal | The Manhattan Transfer     | Boy From New York City                                |
| Best Pop Instrumental Performance                 | Larry Carlton et Mike Post | The Theme From Hill Street Blues                      |

### Country
| Prix              | Artiste      | Titre  |
| ----------------- | ------------ | ------ |
| Best Country Song | Dolly Parton | 9 to 5 |

### Classique
| Prix                           | Artiste | Titre                               |
| ------------------------------ | ------- | ----------------------------------- |
| Best Opera Recording           |         | Janácek: From The House Of The Dead |
| Best Chamber Music Performance |         | Tchaikovsky: Piano Trio In A Minor  |

### Autres
| Prix             | Artiste | Titre                                  |
| ---------------- | ------- | -------------------------------------- |
| Best Album Notes |         | Erroll Garner - Master Of The Keyboard |